# Chances Are
Chances Are est une chanson de Johnny Mathis. Elle est devenue son premier hit numéro un (aux États-Unis). 

## Sujet
Le chanteur montre tous les signes qu'il est amoureux. La chanson commence avec:

« Chances are 'cause I wear a silly grin

The moment you come into view

Chances are you think that I'm in love with you. »

## Composition
La chanson est composée par Robert Allen et écrite par Al Stillman.

## Réception
Le single (78 tours) original de Johnny Mathis (publié sur le label Columbia Records en 1957) a été inscrit au Grammy Hall of Fame en 1998.